# Ligne quart d'onde
 (avril 2015).

Un morceau de cercle

Une ligne quart d'onde est un morceau de ligne de transmission dont la longueur est égale au quart de la longueur d'onde du signal transporté.

## Description
Cette ligne a des propriétés particulières. En particulier, elle modifie profondément l'impédance de la charge connectée à son extrémité :
- Si la ligne est ouverte (pas de charge), elle présente à son entrée un court-circuit (à la fréquence du signal, pas en courant continu).  On a donc un court-circuit virtuel.
- Si la ligne est court-circuitée, elle présente à son entrée une impédance infinie (à la fréquence du signal). On a donc un circuit ouvert virtuel.
- Si elle se termine sur une impédance inférieure à son impédance caractéristique, l'impédance d'entrée est supérieure à celle-ci ; et vice-versa: Si la ligne est chargée par R1, on trouvera à l'autre extrémité R2, tel que le produit R1.R2 soit égal au carré de l'impédance caractéristique. La ligne quart d'onde peut donc être utilisée comme adaptateur d'impédances.
- La ligne quart d'onde transforme un condensateur en inductance, et vice-versa[réf. nécessaire].

Dans le domaine des lignes à haute tension, la ligne quart d'onde a une longueur de 1 500 km pour un système électrique dont la fréquence est de 50 Hz. Pour une telle longueur, en négligeant les pertes, l'effet Ferranti serait théoriquement infini.